# 야코브 요한손
야코브 발데마르 올손 요한손(스웨덴어: Jakob Valdemar Olsson Johansson, 1990년 6월 21일 ~ )은 스웨덴의 은퇴한 축구 선수이다. 포지션은 수비형 미드필더였다.